# СКА (хоккейный клуб, Новосибирск)
СКА (Спортивный клуб армии) — советский хоккейный клуб из Новосибирска, представлявший Сибирский военный округ, участник 28-и чемпионатов СССР. Расформирован в 1990 году.

## Названия
- 1949—1953 — ДО (Дом офицеров)
- 1960—1990 — СКА

## История

### 40-50-е годы
Первыми новосибирскими командами, решившими заняться хоккеем с шайбой, были «Динамо», «Пищевик» и «Спартак». Они разыграли первый чемпионат города в 1949 году. Динамовцы, в том же году, как сильнейшая городская команда, приняли участие в чемпионате РСФСР. Дебют оказался удачным — не проиграв ни одного матча, новосибирцы стали чемпионами, и получили право играть в чемпионате СССР.

Глядя на успех своих принципиальных соперников, спортивное руководство Западно-сибирского военного округа также решило участвовать в соревнованиях по новому виду спорта.
Перед началом следующего было принято решение о расширении состава участников чемпионата СССР с 26 до 36 команд. Армейцы, как чемпионы РСФСР по хоккею с мячом, сразу получили место во второй группе чемпионата, минуя российское первенство. В урало-сибирской зоне дебютанты выглядели достойно, сумев отобрать очки у своих земляков и челябинских динамовцев, но всё же пропустили эти команды вперёд, и не попали в финал. А по окончании сезона было решено расформировать вторую группы, часть её участников, включая армейцев, была переведена в чемпионат РСФСР.
В новом турнире команда уверенно выиграла зональный турнир, потеряв всего одно очко. Но затем был удовлетворён протест на результат одного из матчей с «Динамо» (причина — нарушения правил заявки игроков), армейцам было засчитано техническое поражение, и в финале сыграли динамовцы. А в январе, ещё до окончания чемпионата, те же динамовцы выбили армейцев из кубка РСФСР в 1/8 финала.
В следующем сезоне команда уже чисто выиграла зональные соревнования. В финальном турнире армейцы уверенно выиграли первые шесть матчей, в том числе у действующего чемпиона «Химика», которому они уступили месяц назад в финале кубка РСФСР, но осечка в последнем мачте с подмосковным «Динамо» лишила их звания чемпиона, которое опять завоевал «Химик». Как полуфиналист кубка, команды сыграла и в союзном турнире, где в первом же раунде разгромно проиграла московскому «Динамо».
В 1952 году в чемпионате СССР было решено вернуться к розыгрышу турнира в двух дивизионах. Кроме прошлогодних участников были приглашены шесть новых команд, в том числе команда новосибирского Дома офицеров. Путёвки в высший дивизион — класс «А», разыгрывались в предварительном турнире среди всех участников чемпионата, где новосибирцы в матчах с лидерами советского хоккея смогли оказать достойное сопротивление только своим ленинградским одноклубникам, и по его итогам попали в класс «Б». Но борьба на этом не заканчивалась — две лучшие команды турнира переходили в следующем сезоне в класс «А». Армейцы поделили очки в матчах с «Даугавой» и «Дзержинцем», но осечка в игре с «Торпедо» не позволила им перейти в высший дивизион, пропустив туда более опытные команды. Менее удачно сыграл ДО в кубке СССР, вылетев в первом матче.
Несмотря на то, что команда стала лидером новосибирского хоккея, показав хорошую игру и закрепившись в чемпионате СССР, по окончании сезона было принято решение о расформировании окружной хоккейной команды мастеров, большинство её игроков перешло в новосибирские клубы, в основном в «Динамо».

### 60-е годы
В 60-м году команда была воссоздана, начав свой путь со 2-й группы чемпионат РСФСР. Без единого поражения армейцы прошли зональные соревнования, выиграли полуфинальную подгруппу, но в матче за первое место уступили команде из Калининграда. Согласно регламента чемпионата СКА принял участие и в финальном турнире 1-й группы, где, впрочем, не показал хоккей должного уровня, заняв в полуфинальной подгруппе последнее место, проиграв, в том числе, и своим землякам из «Химика».
В следующем сезоне, уже играя в 1-й группе чемпионата, команда остановилась в одном шаге от выхода из зоны, где снова первенствовал «Химик», закрепивший за собой звание «второй» команды города. Через год, уже без одного из конкурентов («Химик» с «Динамо» были объединены в «Сибирь»), команда попала в финал первенства, заняв в нём 6-е место. В сезоне 63/64 СКА снова занял в зоне второе место, уступив путёвку в финал команде из Ангарска. Но подав протест на результат одного из матчей с победителем, клуб сначала получил право на переигровку, а затем в финал решили допустить обе команды. В финальном турнире СКА набрал одинаковое количество очков с челябинским «Буревестником», и победил в дополнительном матче, завоевав звание чемпиона РСФСР и путёвку в чемпионат СССР, которая, впрочем, обесценилась из-за расширения турнира.
Первые три года команда находилась в лидерах первого дивизиона. В первом сезоне СКА занял третье место в зоне (первое место и право играть в первой группе завоевала «Сибирь»), во втором четвёртое, что позволило ему остаться среди команд первого дивизиона, где на следующий год армейцы остановились в шаге от переходного турнира за право играть в высшем.
Затем начался спад. В 1968 году команда заняла десятое место — в шаге от вылета, а на следующий год, заняв последнее место, вылетела во второй дивизион, где в следующем сезоне заняла второе место в восточной зоне.
Четырежды армейцы участвовали в кубке СССР, достигая максимум 1/8 финала. В кубке РСФСР, где СКА выступил перейдя во второю группу, клуб дошёл до полуфинала, завоевав право снова сыграть в кубке СССР.
Более удачно команда играла среди своих одноклубников, одержав 4 победы в чемпионатах Вооружённых сил.

### 70-е годы
СКА надолго застрял во второй лиге, хотя в пяти сезонов подряд занимал вторые-третьи места в зоне, в одном-двух шагах от выхода в первую лигу. Второе место в сезоне 1975/1976 (первое занял «Бинокор») позволило СКА сыграть матчи за звание чемпиона РСФСР, в которых он уступил СК им. Урицкого.
В сезоне 1976/1977 у команды начался новый спад — сначала 7-е, затем 13-е (из 15-и) место в зоне. Однако через год клуб уверенно занял первое место, оторвавшись от остальных команд на 14 очков, и вернулся наконец в первую лигу. Удачно в ней прошёл и следующий сезон — СКА занял место в середине турнирной таблицы.
Успешно проходили игры в кубке РСФСР. Сначала армейцы впервые за 20 лет дошли до финала, а через два года, обыграв в решающем матче «Кристалл», выиграли трофей, взяв реванш за 1952 год.

В успешных играх в российском кубке, команда дважды завоёвывала право сыграть в кубке СССР, но вылетала в первом же раунде.

### 80-е годы
После неплохого результата в первом, после возвращения в первую лигу, сезоне, команда не смогла сохранить прежний уровень игры, и следующие два года постоянно находилась на грани вылета, а на третий покинула дивизион.
Клуб сразу начал борьбу за возвращение, выиграв зональные соревнования, но полностью провалили финальную стадию, в 10 играх набрав только 1 очко. Ещё более провальным стал следующий сезон — только 5 место в зоне. Больше СКА не допускал осечек, занимая в зоне только первое место, но вернуться в первую лигу смог только с третьего раза.
Снова, после возвращения в первую лигу, команда провела неплохой сезон, 6-е место в зоне и общее 13-е. Но в следующем СКА опять ждал провал, на этот раз клуб занял последнее, 20-е место в лиге, потеряв право в ней играть.
Дважды команда участвовала во вновь разыгрываемом кубке РСФСР, но оба раза вылетала в 1/8 финала.

### Расформирование
По окончании сезон 89/90, команда была расформирована. К этому привели как неудачи команды — она не смогла удержаться в первой лиге, так и финансовые трудности — армейским командам мастеров спорткомитетом МО теперь выделялось только 30 % бюджета, остальное клубы должны были зарабатывать сами.

## Достижения
- Чемпионат СССР по хоккею с шайбой — 3-е место в классе «Б», общее 12-е место (1952/1953)
- Кубок СССР по хоккею с шайбой — 1/8 финала (1953, 1966, 1967)
- Чемпионат РСФСР по хоккею с шайбой:
  - чемпион (1964)
  - серебряный призёр (2) (1952, 1976)
- Кубок РСФСР по хоккею с шайбой
  - обладатель (1974)
  - финалист (2) (1952, 1972)
- Чемпионат Вооружённых сил СССР по хоккею с шайбой — чемпион (1964, 1965, 1966, 1968)[3]

## Тренеры
- Илья Рясной (1949—1951)
- Александр Михеев (1951—1953)
- Игорь Пасынков (1960—1961)
- Валентин Московцев (1961—1962)
- Юрий Паньков (1962—1966)
- Владимир Елизаров (1966—1968)
- Василий Бастерс (1968—1969)
- Владимир Елизаров (1969—1970)
- Владимир Яловой (1970—1973)
- Игорь Пасынков (1973—1975)
- Владимир Рогагин (1975—1976)
- Игорь Пасынков (1976—1981)
- Владимир Золотухин (1981—1982)
- Константин Локтев (1982—1983)
- Александр Рагулин (1983—1984)
- Игорь Ромишевский (1984—1990)

## Известные хоккеисты
- Владимир Брунов — 1951—1952
- Виктор Никифоров — 1951—1953
- Юрий Шаталов — 1964—1967
- Александр Гусев — 1966—1967
- Виктор Жучок — 1966—1968
- Алексей Волченков — 1983—1984